# 제4회 인디다큐페스티발
제4회 인디다큐페스티발은 2004년 10월 28일에 열린 시상식이다.

## 수상 및 후보

### 국내 신작전
- 그녀에게 생긴 일 - 최신춘
- 농가 일기 - 권우정
- 동행 - 김택수, 이진주
- 십우도 1 심우 - 소를 찾아서 - 이지상
- 부업이 좋은 이유 - 유재옥
- 708호, 이등병의 편지 - 김환태
- 울타리 넓히기 - 황선희
- 플레이 잇 어게인 - 민환기
- 킬로미터 제로, 2003 칸쿤 WTO 투쟁 - 이조훈
- 계속 된다 - 미등록 이주노동자 기록되다 - 주현숙
- 피바랜 광주 - 김일안
- 돌 속에 갇힌 말 - 나루
- 하지 말아야 될 것들 - 김경만
- 시작하는 - 최은정
- 짬 - 김형남
- 학교이야기 - 전경진

### 해외 신작전
- 자세한 이야기 - 아비 모그라비
- 꿈꾸는 카메라 - 사창가에서 태어나 - 로스 카우프만, 자나 브리스키
- 왕과 엑스트라: 팔레스타인의 이미지를 찾아서 - 아자 엘-하산
- 내게도 꿈이 있다 - 요니 지글러
- 디스코디아 - 벤 아델만 외1명
- 해녀 양씨 - 마사키 하라무라
- 소리 없는 결혼 - 파벨 메드베데프
- 거리의 전도사들 - 유리스 포스쿠스

### 특별 회고전
- 조용한 순간 - 요한 반 더 쾨켄
- 빅 벤 - 요한 반 더 쾨켄
- 맹인 소년 - 요한 반 더 쾨켄
- 갯벌 - 요한 반 더 쾨켄
- 아이 러브 달러 - 요한 반 더 쾨켄